# All People's Congress
All People's Congress (APC) er det ene af de to store politiske partier i Sierra Leone. Det andet store parti og dets politiske rival er Sierra Leone People's Party (SLPP). APC var været det vigtigste oppositionsparti i Sierra Leone siden 4. april 2018, hvor Julius Maada Bio fra SLPP blev ny præsident efter at vundet præsidentvalget i 2018 over APC's kandidat Samura Kamara, selvom APC bevarede flertallet i parlamentet. Partiet er demokratisk socialistisk og nationalistisk.
APC blev grundlagt i 1960 af en udbrydergruppe fra Sierra Leone People's Party, der kraftigt modsatte sig at afholde valg før uafhængighed (Sierra Leone fik uafhængighed fra Storbritannien i 1961) og i stedet støttede uafhængighed før valg. APC regerede landet fra 1968 til 1992 og blev det regerende parti igen i 2007 efter at partiets præsidentkandidat Ernest Bai Koroma vandt præsidentvalget i 2007. Han genopstillede og vandt også valget i 2012.
APC mistede magten den 4. april 2018, hvor dens præsidentkandidat Samura Mathew Wilson Kamara tabte præsidentvalget til Julius Maada Bio.
APC står meget stærkt og vinder valg med stor margin i næsten alle de nordlige distrikter i Sierra Leone. APC er også populær hos et flertal i det vestlige område inklusive Freetown.